# Chimarra crocifera
Chimarra crocifera är en nattsländeart som beskrevs av Morse 1974. Chimarra crocifera ingår i släktet Chimarra och familjen stengömmenattsländor. Inga underarter finns listade i Catalogue of Life.